# GSC1870-1172
GSC1870-1172 — хімічно пекулярна зоря спектрального класу A2, що має видиму зоряну величину в смузі V приблизно  0,0.